# Bottineau megye
Bottineau megye az Amerikai Egyesült Államokban, azon belül Észak-Dakota államban található. Megyeszékhelye és legnagyobb városa Bottineau. Lakosainak száma 6379 fő (2020. április 1.). Bottineau megye Argyle No. 1, Edward, Arthur, Brenda, Winchester, Morton, Rolette, Pierce, McHenry és Renville megyékkel határos.

## Népesség
A megye népességének változása:
| Lakosok száma | 6426 | 6503 | 6591 | 6736 | 6716 | 6379 |
|               | 2010 | 2011 | 2012 | 2013 | 2015 | 2020 |